# Salar de Gorbea
El salar de Gorbea es un salar ubicado justo al sur del límite entre las Regiones de Antofagasta y Atacama, cerca de la frontera internacional, pero en Chile completamente.

## Ubicación y descripción
Sus lagunas son hundimientos del terreno de unos metros de profundidad en que aflora la capa de salmuera subterránea, fenómeno al que se llama "ojos".
Se encuentra a una altitud de 3950 msnm y el área de su cuenca abarca 324 km² de los que 27 km² forman el salar y sus lagunas tienen un total de 0,5 km². El promedio de precipitaciones anuales alcanza los 140 mm/año y su evaporación potencial es de 1000 mm/año con una temperatura media temperatura media de -1 °C: III-1 
Sus afluentes más importantes los recibe por su ribera este, en forma de pequeños arroyos que drenan las faldas del cordón limitáneo.: 216 
El complejo Cerro Bayo es parte de la divisoria de aguas sur de la cuenca hidrográfica.

## Historia
Luis Risopatrón describe el salar en su Diccionario Jeográfico de Chile de 1924:: 357 
Gorbea (Salar de) 25° 25’ 68° 41'. De corta estension, se encuentra a 3 944 m dé altitud, al pié W del cordón limitáneo con la Arjentina, hacia el NE del salar de Agua Amarga. 117, p. 148; 134; i 156; Salar en 98, carta de San Román (1892); i laguna Amarilla en 137, carta II de Darapsky (1900)?